# نسرین قادری
نسرین قادری (به عبری: נסרין קדרי) (زادهٔ ۲ سپتامبر ۱۹۸۶) خواننده عرب اسرائیلی موسیقی سنتی و پاپ خاورمیانه‌ای و میزراحی است. قادری که از اسلام به یهودیت گرویده بیشتر به زبان عبری آواز می‌خواند، اما ترانه‌های عربی‌زبان هم اجرا کرده از جمله بعضی آثار اُم کلثوم.

## زندگی‌نامه
نسرین قادری در حیفای اسرائیل، از پدر و مادری مسلمان و عرب اسرائیلی به دنیا آمد. پدرش رانندهٔ تاکسی و مادرش پرستار بود. قادری بزرگ‌شدهٔ شهر لد است. قادری پس از آن‌که برای یک دهه با موسیقی‌دان یهودی-اسرائیلی آویزر بن موها در ارتباط بود، یک روند رسمی برای گرویدن به یهودیت را آغاز کرد. آن‌دو در ژوئیهٔ ۲۰۱۷ نامزدی‌شان را اعلام کردند و در سپتامبر همان‌سال از هم جدا شدند.
قادری در سال ۲۰۱۸ به یهودیت گروید و نام عبری «براچا» (ברכה‎) به معنای «برکت» را برای خود برگزید. بر اساس گزارش رسانه‌ها، تغییر دین او از جانب حاخام‌های ارشد یا وزارت کشور اسرائیل به رسمیت شناخته نمی‌شود زیرا توسط یک خاخام مستقل از مقامات انجام شده‌است.

## حرفه خوانندگی
در سال ۲۰۱۱ و پس از سال‌ها اجرا در کلوب‌ها و بارهای کوچک، قادری برندهٔ برنامهٔ تلویزیونی استعدادیابی ایال گولان تو را صدا می‌کند شد. اولین آلبوم او در سال ۲۰۱۴ منتشر شد.
در سال ۲۰۱۷، میری رگو، وزیر فرهنگ اسرائیل، از قادری دعوت کرد تا در مراسمی به مناسبت روز یادبود اسرائیل (یوم هازیکارون) در استخر سلطان اورشلیم برنامه اجرا کند. در ژوئیهٔ همان‌سال و زمانی که گروه ریدیوهد در اسرائیل بودند، قادری به‌همراه آن‌ها روی صحنه رفت.
در ۴ سپتامبر ۲۰۱۸ او سومین آلبوم خود را به نام یادگیری راه رفتن را منتشر کرد. همان سال ترانهٔ «گورال احد» عوفرا حازا را برای آلبومی که به افتخار حازا منتشر شد، ضبط کرد. در ۲۸ ژانویه ۲۰۱۹، قادری آهنگ «یشما هیل» را منتشر کرد که توصیف‌کننده مصائبش در مسیر تغییر دین است.
قادری که در سال ۲۰۱۹ داور فصل پنجم مسابقهٔ صدای اسرائیل بود، در سال ۲۰۲۰ و در هفتاد و دومین سالروز استقلال اسرائیل در کوه هرتسل برنامه اجرا کرد.

## دیسکوگرافی
| نام آلبوم         | سال انتشار |
| ----------------- | ---------- |
| نسرین قادری       | ۲۰۱۴       |
| باهات تماس می‌گیرم | ۲۰۱۶       |
| یادگیری راه رفتن  | ۲۰۱۸       |

| نام ترانه        | سال انتشار |
| ---------------- | ---------- |
| نرو نسرین        | ۲۰۱۲       |
| اومدم بهت پس بدم | ۲۰۱۷       |